# Montignies-lez-Lens
Pour les articles homonymes, voir Montignies.
Montignies-lez-Lens [mɔ̃tiɲi lɛ lɑ̃s] est une section de la commune belge de Lens, située en Wallonie dans la province de Hainaut.

## Toponymie
Le nom de Montignies-lez-Lens trouve son origine dans les mots gallo-romains Lindso et Montaniacus.

## Géographie
Village dont l'altitude moyenne varie de 65 à 105 m, traversé par la Dendre Orientale et la Marquette.
Villages limitrophes : Cambron-Saint-Vincent, Chaussée-Notre-Dame-Louvignies, Neufvilles, Lens, Masnuy-Saint-Jean et Masnuy-Saint-Pierre.

## Évolution démographique
- Sources : INS, Rem. : 1831 jusqu'en 1970 = recensements, 1976 = nombre d'habitants au 31 décembre.

## Histoire
Occupé dès l’époque franque, le village est devenu une circonscription territoriale dépendant du Brabant à l’époque gallo-romaine. Il a été rattaché au Comté de Hainaut au milieu du XIe siècle. Peu de temps après Richilde de Hainaut cède la villa de Montignies à l’abbaye Saint-Pierre d’Hasnon et celle-ci rejoint ainsi l’association villageoise dite des « Onze villes ». cette donation est confirmée par son fils en 1081. La seigneurie principale et la collation de la cure resteront en possession de l'abbaye d'Hasnon pendant tout l'Ancien Régime.

## Patrimoine et culture

### Patrimoine architectural
Des maisons basses, des petites et grandes fermes clôturées, un château (XVIIIe siècle), ainsi qu’un patrimoine constitué de chapelles et de petits oratoires subsiste sur tout le territoire du village.

## Économie
Bien que dans le passé, les activités principales des habitants du village aient été l'agriculture et l'élevage, aujourd’hui le regroupement des terres et l’industrialisation du secteur agricole ne permettent plus qu’à un petit nombre de personnes de trouver du travail sur place. Les autres
habitants sont devenus des navetteurs.

## Galerie

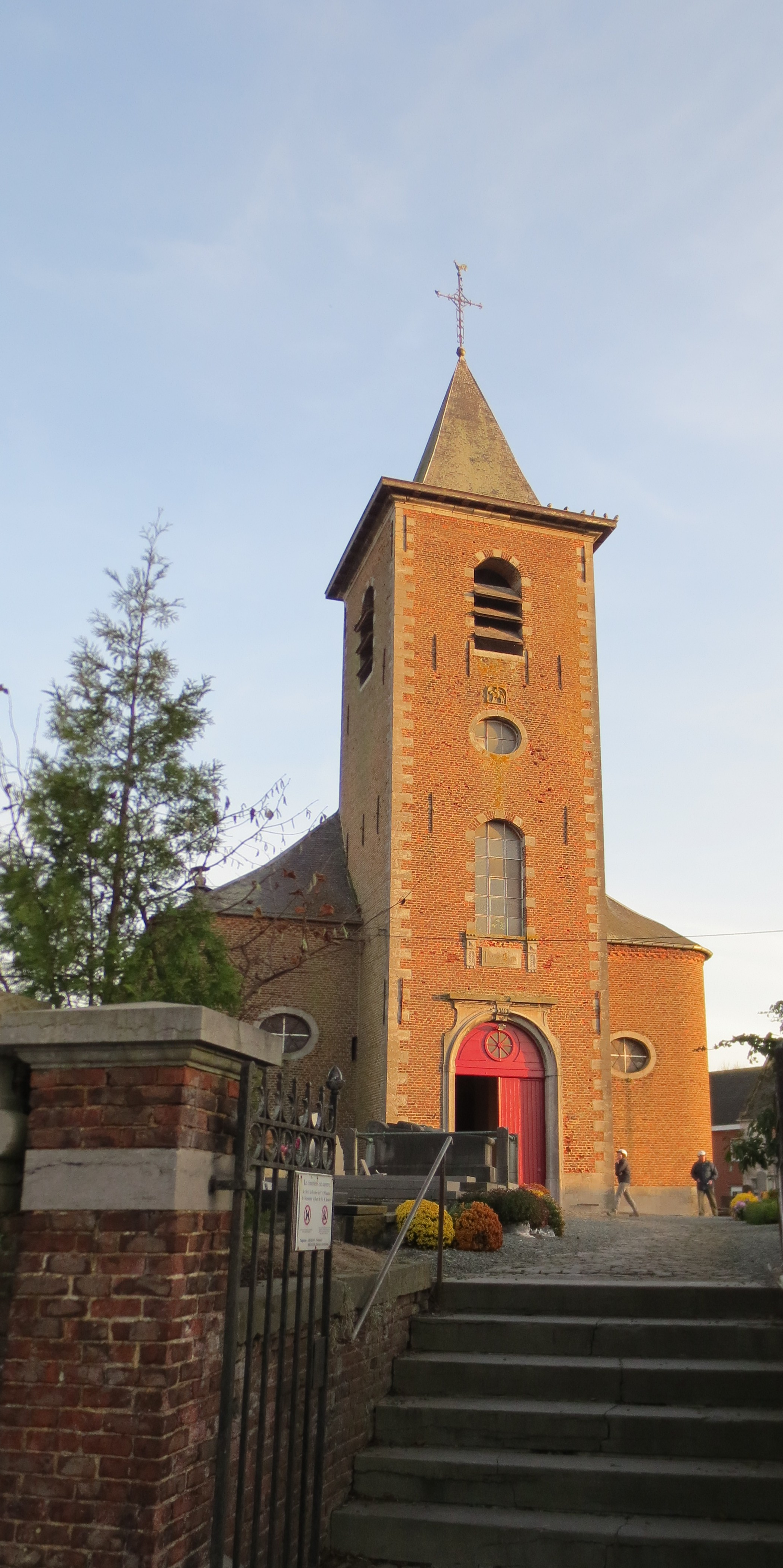
Le clocher.
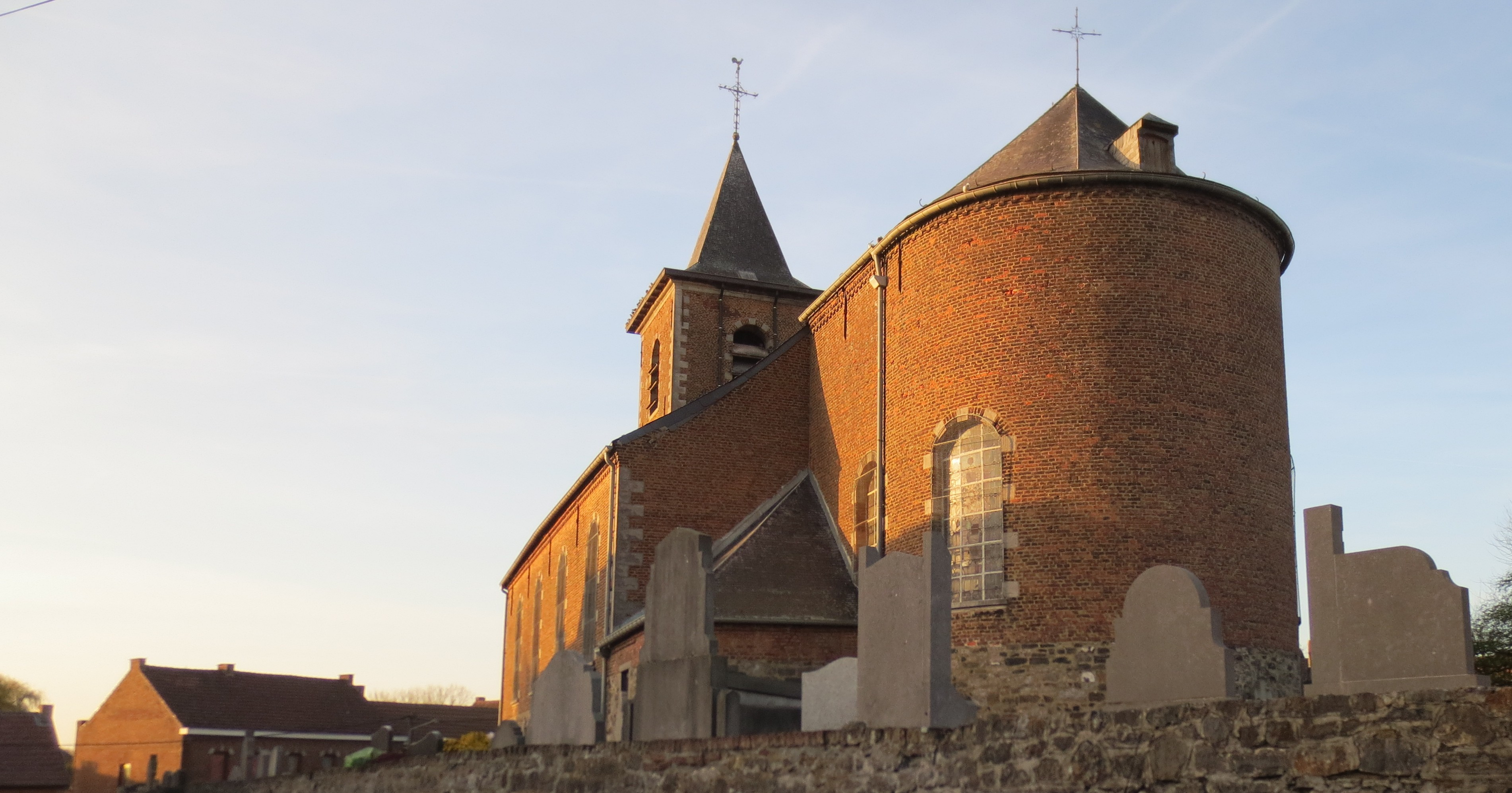
L'église.
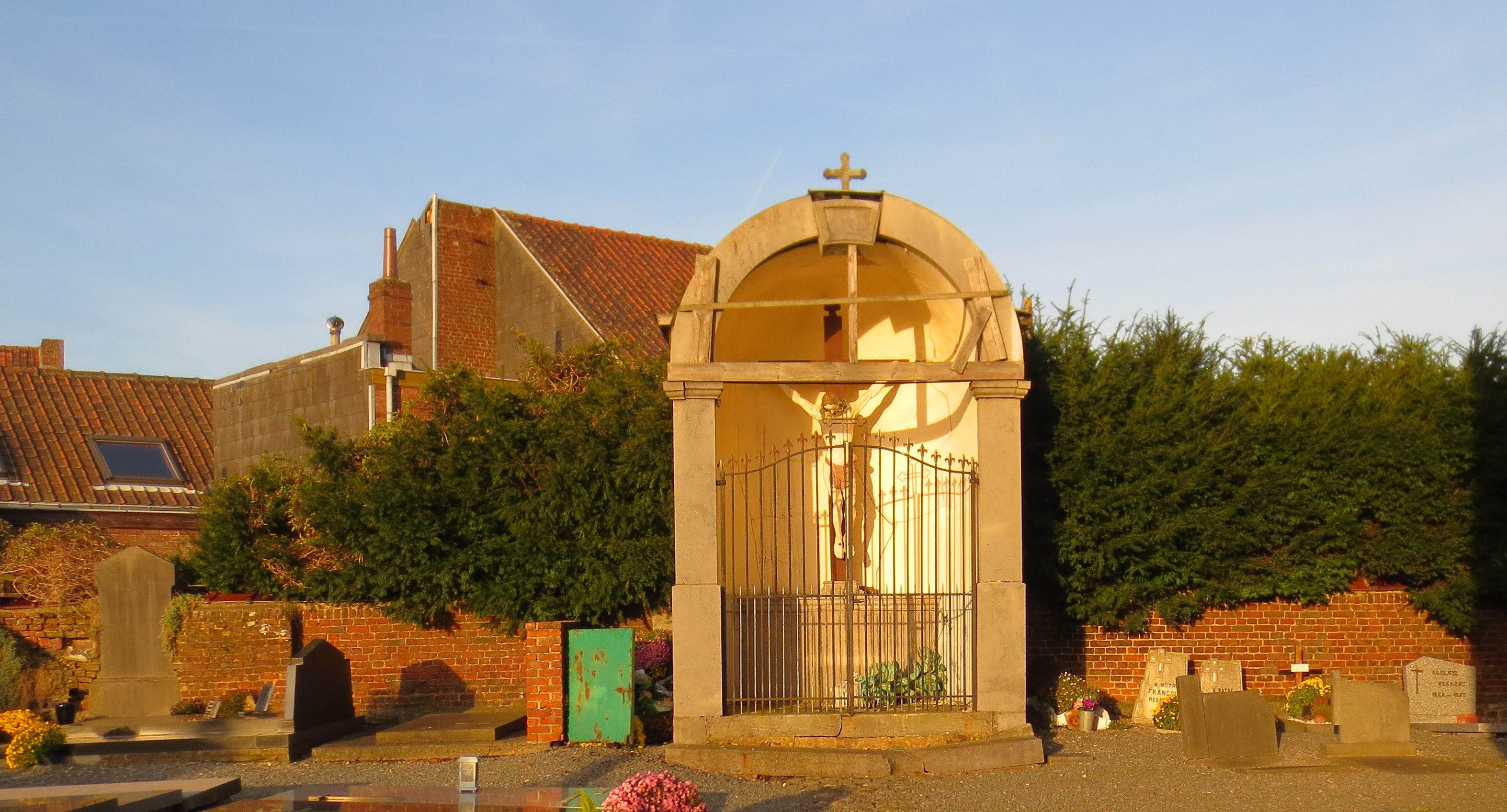
Le calvaire.
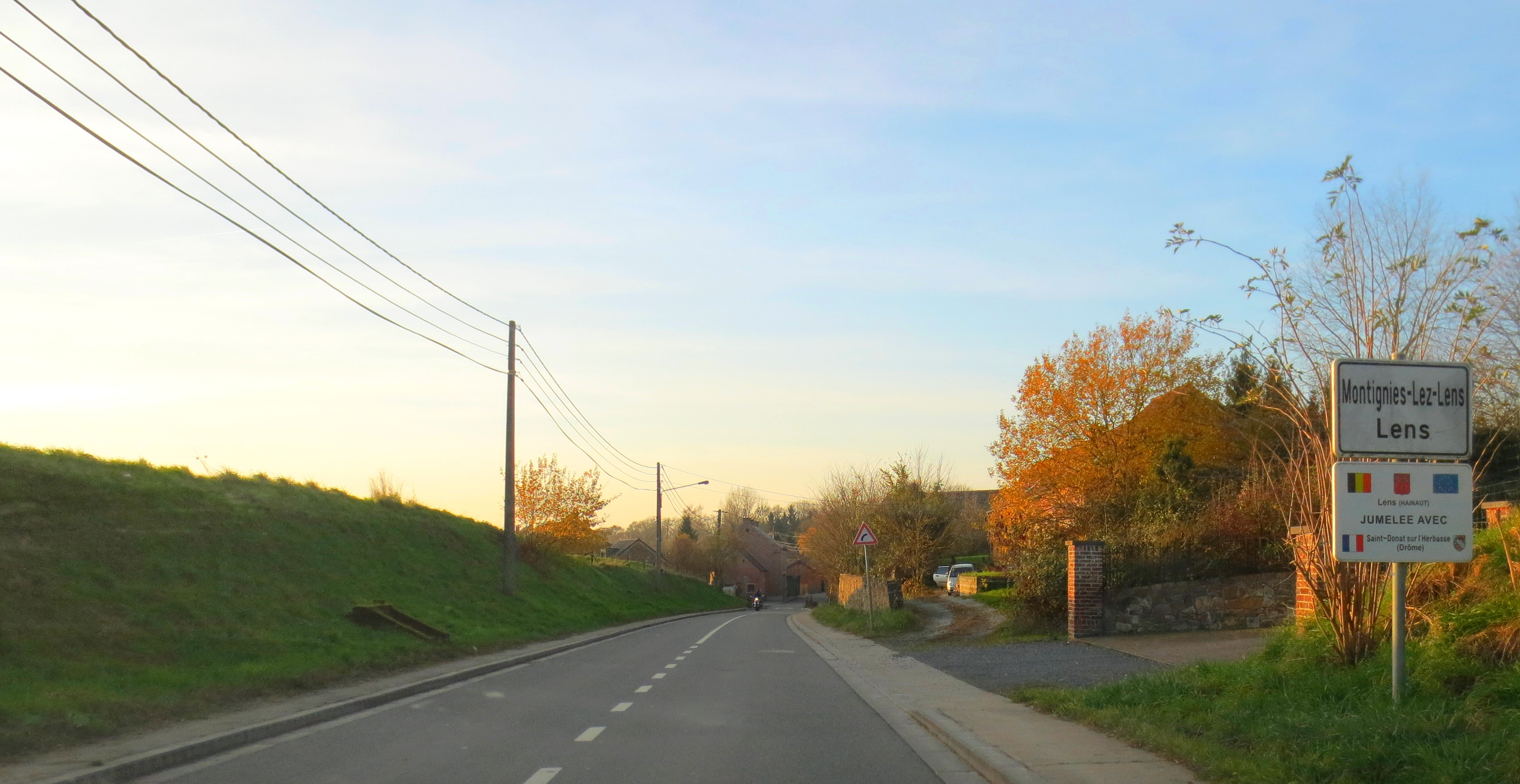
L'entrée.

## Personnalités
- Édouard Carouy membre de la bande à Bonnot y est né.